# Phytomyza subalpina
Phytomyza subalpina är en tvåvingeart som beskrevs av Sehgal 1971. Phytomyza subalpina ingår i släktet Phytomyza och familjen minerarflugor. Inga underarter finns listade i Catalogue of Life.